# Лаврушата
 Лаврушата  — деревня в Афанасьевском районе Кировской области в составе Борского сельского поселения.

## География
Расположена на расстоянии примерно 14 км на север-северо-запад по прямой от центра поселения поселка  Бор на левобережье реки Кама.

## История
Известна с 1905 года как починок Ширяева или Лаврентия, 4 двора и 33 жителя, в 1926 уже деревня Лаврушата (Ширяевская), 7 дворов и 41 житель, в 1950 12 и 37, в 1989 проживало 111 жителей. Нынешнее название утвердилось с 1939 года.  

## Население
Постоянное население составляло 52 человека (русские 98%) в 2002 году, 32 в 2010.